# Tholomé (Automobilhersteller)
Tholomé war ein französischer Hersteller von Automobilen.

## Unternehmensgeschichte
Das Unternehmen hatte seinen Sitz zunächst in Roquevaire im Département Bouches-du-Rhône und zog später an die Rue de Renaissance in Aubagne im selben Département. 1946 begann die Entwicklung eines Automobils. Nach ausgiebigen Tests wurde im Dezember 1950 die Serienproduktion angekündigt. Pläne beliefen sich auf acht bis zehn Fahrzeuge pro Tag. Der Markenname lautete Tholomé. Einer der Händler war A. Cavert in Guéret.
Nach Februar 1951 verliert sich die Spur des Unternehmens. Insgesamt entstanden mindestens drei Fahrzeuge.
Es ist keine Verbindung bekannt zu M. Tholomé. Dieses Unternehmen aus Saint-Ouen-sur-Seine nördlich von Paris stellte zwischen 1919 und 1922 ebenfalls Kraftfahrzeuge mit dem Namen Tholomé her.

## Fahrzeuge
Das einzige Modell war ein Kleinstwagen. Er war als offener Roadster mit zwei Sitzen karossiert.